# Amelie från Montmartre
Amelie från Montmartre (franska: Le Fabuleux Destin d'Amélie Poulain, 'Amélie Poulains fabulösa öde') är en fransk-tysk film från 2001, i regi av Jean-Pierre Jeunet. Filmen, som skrevs av Jeunet och Guillaume Laurant, är en skildring av det samtida parisiska livet i Montmartre och omgivande kvarter. Den handlar om en blyg, ung servitris, spelad av Audrey Tautou, som bestämmer sig för att förbättra livet för personerna i sin omgivning, samtidigt som hon kämpar med sin egen isolering.
Filmen, som var en fransk-tysk samproduktion, blev en stor publik- och kritikerframgång. I tio års tid bar den titeln som den internationellt största franska filmsuccén med franskt tal. Den vann dessutom priset för bästa film vid European Film Awards, vann fyra franska César-priser (för bland annat bästa film och bästa regissör) och nominerades till fem Oscar.

## Handling

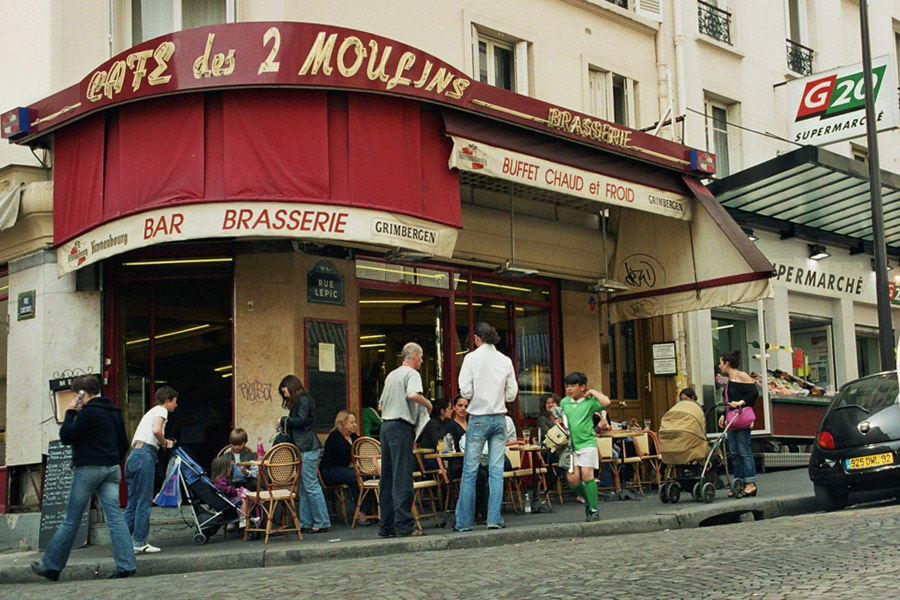
Kaféet där Amelie jobbar.

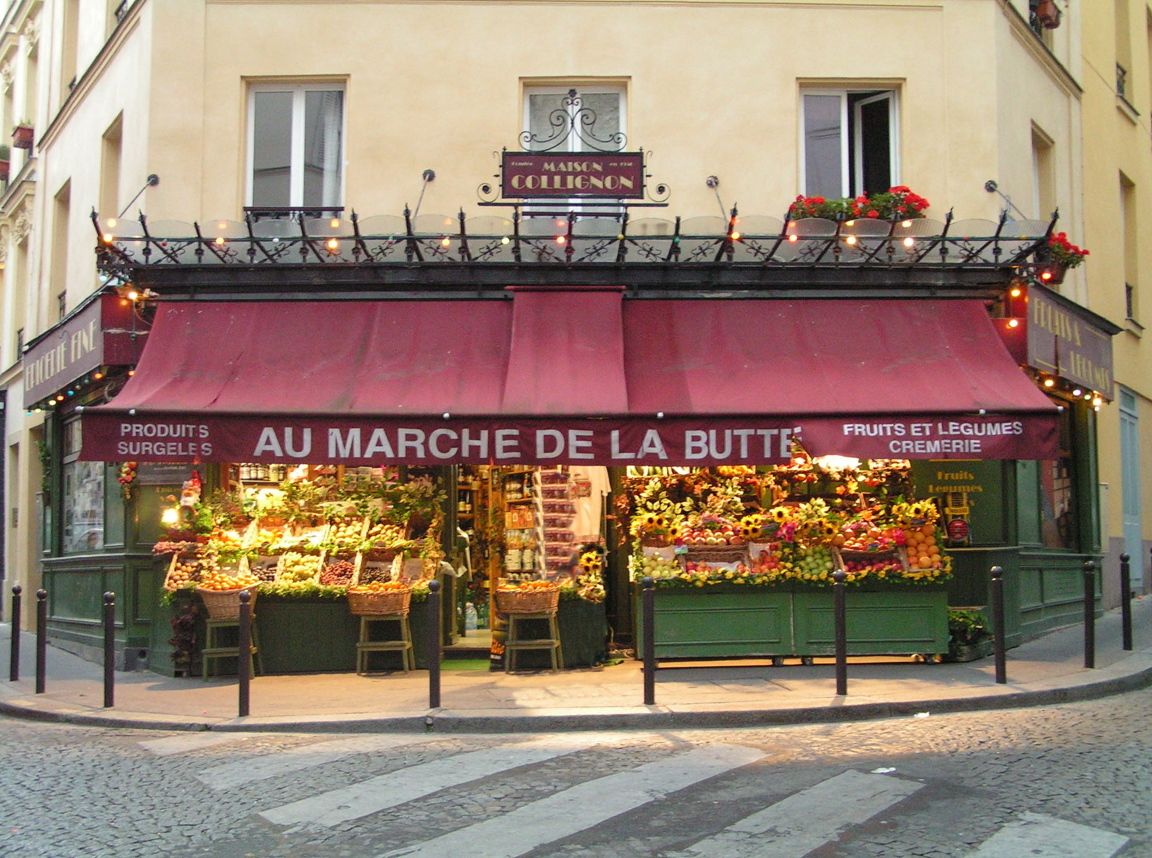
M. Collignons fruktstånd.

Amelie Poulain är en ung servitris med en lite speciell barndom. Bland annat umgicks hon inte så mycket med sin far, som arbetade som läkare. Deras enda närkontakt var den regelbundna läkarundersökningen, då hennes hjärtklappning av fadern uppfattats som hjärtfel. Därefter fick den unga, "sjukliga" flickan tas ur skolan och i fortsättningen utbildas i hemmets lugna hägn.
Som vuxen bor hon ensam i en vindsvåning i Montmartre i norra Paris. En dag hittar hon i sin lägenhet ett gammalt plåtskrin gömt i en hålighet bakom en golvlist. Skrinet innehåller gamla saker som tillhört ett barn som en gång bott i lägenheten. Hon bestämmer sig samma kväll för att försöka leta upp den ursprunglige ägaren och, om denne blir glad över återseendet, ägna sin energi åt att förändra folks liv. Genom lite detektivarbete hittar Amelie den numera vuxne mannen och återbördar anonymt asken till honom. På avstånd iakttar hon förtjust hans överraskning och glädje över de sedan länge glömda tingen. Amelie får blodad tand och börjar smida planer för hur hon kan förändra också andra människors liv.
Hela tiden dold bakom anonymitetens slöja, ser hon till att hennes medmänniskors liv förbättras (om de förtjänat det) eller i enstaka fall försämras (om de förtjänat det). Detta fungerar bra tills hon träffar en fascinerande ung man vid namn Nino. Nu är frågan: har Amelie modet att åstadkomma för sig själv vad hon gjort för andra?

## Teman

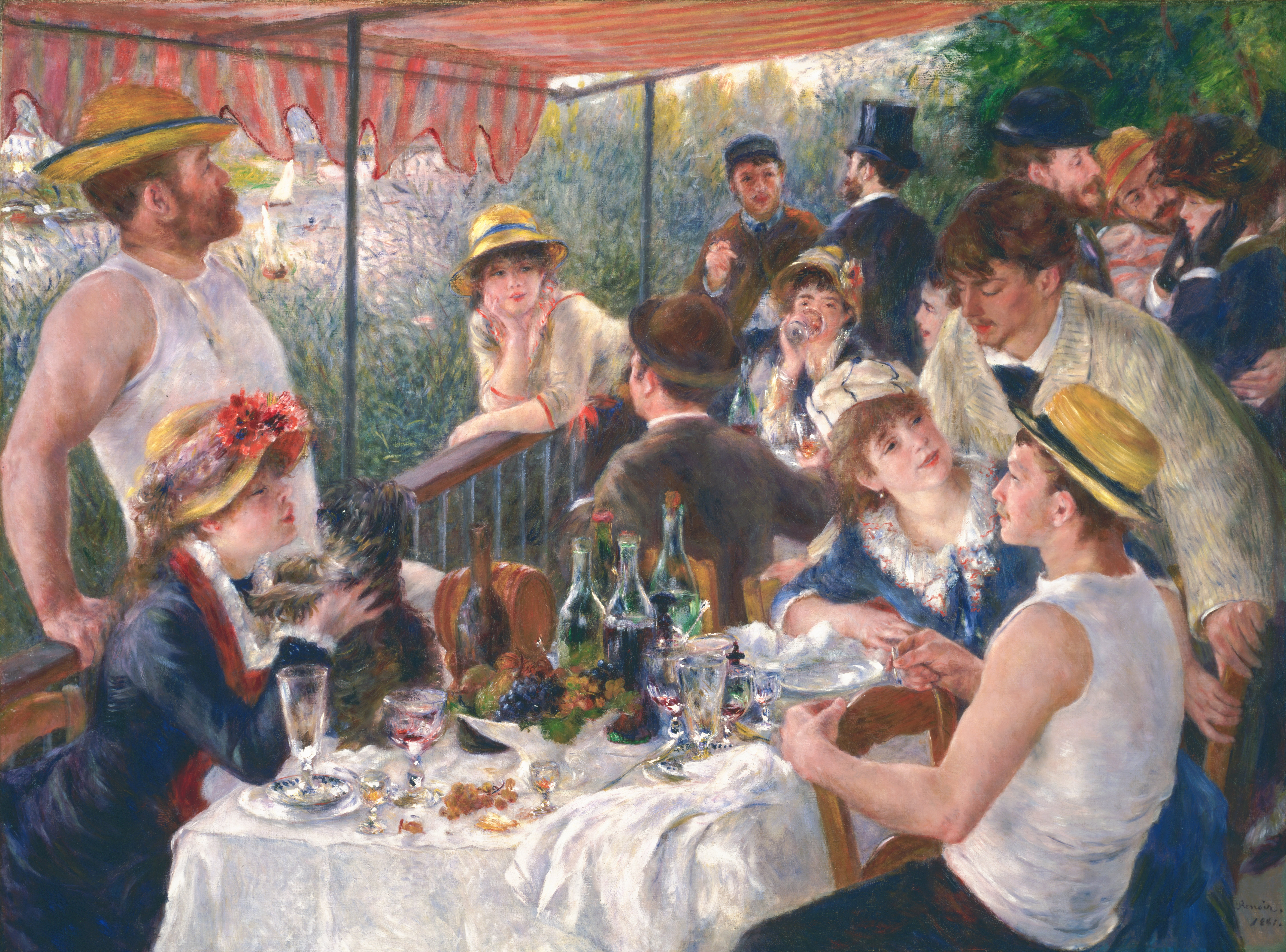
Auguste Renoirs Le Déjeuner des canotiers ('Roddarnas frukost', 1881), vars kopierande upptar en stor del av Raymond Dufayels liv.

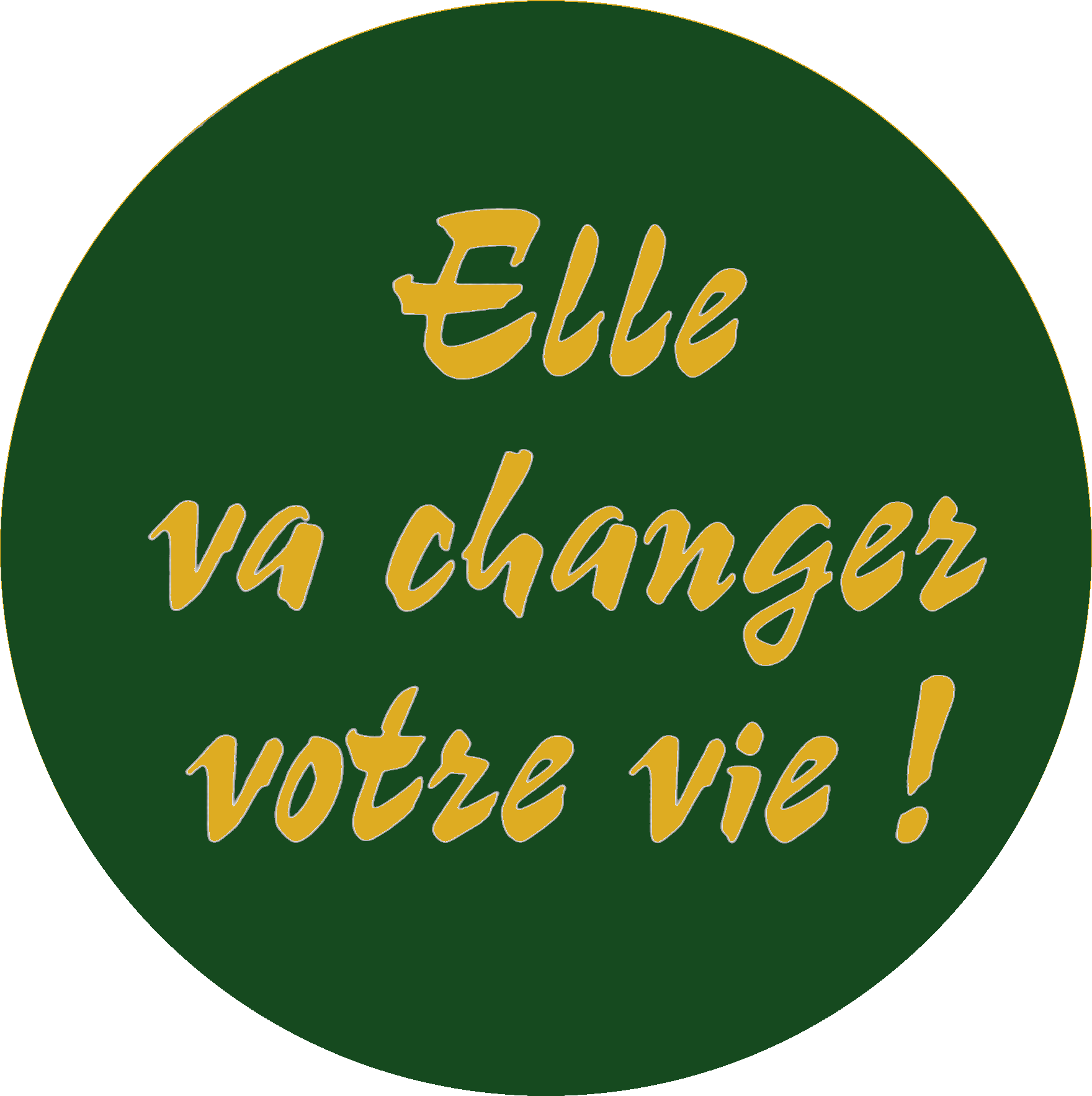
Filmbolagets slogan från den franska DVD-utgåvan. På svenska: "Hon kommer att förändra ert liv!"

Återkommande teman i filmen är bland annat människors olikheter och egenheter. De större rollfigurerna introduceras i filmens början via en kort beskrivning av vad de särskilt tycker om och särskilt inte tycker om. De upplevda olikheterna mellan Amelie och Nino, får henne en bit in i filmen att bli tillfälligt missmodig i sin nyfikna men allt annat än raka väg mot att lära känna honom. Själv älskar hon att kasta smörgås, knäcka skorpan på en crème brûlée och köra ner fingrarna i en säck med torkade linser.
I filmen figurerar bland annat Auguste Renoirs målning Roddarnas frukost (även Roddarnas lunch; franska: Le Déjeuner des canotiers) i en central roll. I filmen har "Glasmannen", Raymond Dufayel, målat en kopia av denna tavla varje år i 20 års tid. Inte minst fascineras han av den unga kvinnan (skådespelaren Ellen Andrée var Renoirs modell för rollen) i mitten av bilden, som inte verkar ta del av de andras festande utan drömmande läppjar på innehållet i sitt glas. Hos Jeunet jämförs hon med filmens titelfigur, som enligt Dufayel måhända inte heller tar del av livsglädjen omkring henne.

## Produktion

### Produktionsfakta
- Originaltitel: Le Fabuleux Destin d'Amélie Poulain
- Regi: Jean-Pierre Jeunet
- Produktion: Frankrike, Tyskland
- Språk: Franska
- Genre: Komedi, drama, romantik
- Manus: Guillaume Laurant, Jean-Pierre Jeunet
- Musik – Yann Tiersen ("Adagio pour cordes" av Samuel Barber i videosekvensen med Frédéric Mitterrands röst)
- I ledande roller – Audrey Tautou, Mathieu Kassovitz, Serge Merlin, Jamel Debbouze
- Foto – Bruno Delbonnel
- Klippning – Céline Kelepikis
- Dekor – Aline Bonetto
- Kostymering – Emma Lebail
- Produktion – Jean-Marc Deschamps, Claudie Ossard
- Produktionsbolag – Claudie Ossard Productions, Union Générale Cinématographique (UGC), Victoires Productions, Tapioca Films, France 3 Cinéma, MMC Independent GmbH, Sofica Sofinergie 5, Filmstiftung Nordrhein-Westfalen, Canal+
- Speltid – 122 (129) minuter
- Bildformat – CinemaScope 2,35:1 – Dolby Digital – 35 mm
- Budget – € 11 400 000[1]
- Intäkter – $ 174 201 661 (över hela världen)[2]
- Bioklassning: USA: Rated R for sexual content; Frankrike: Tous publics (Barntillåten)
- Biopremiär – Frankrike/Belgien/fransktalande Schweiz: 25 april 2001

Tyskland – 16 augusti 2001
Kanada – 7 september 2001
Sverige – 12 oktober 2001
USA – 2 november 2001

### Regi och rollsättning
Jean-Pierre Jeunet, som stod för regin, jobbade här liksom i sina tidigare filmer med annorlunda personligheter och märkliga öden. Han hade satt sig före att skapa "en sorglös och glad film, som får folk att drömma och som de finner nöje i", som han själv säger i pressmaterialet till filmen.[källa behövs]

### Rollista (i urval)

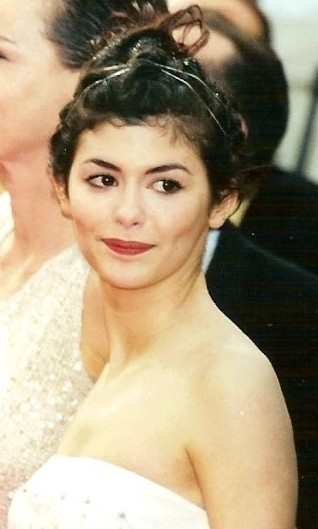
Audrey Tautou på 1999 års Cannes-festival, två år före premiären av Amelie från Montmartre.

Huvudrollerna spelades av Audrey Tautou och Mathieu Kassovitz. Tillsammans med Serge Merlin – konstnären Raymond Dufayel ("Glasmannen") som ägnar sitt liv åt att kopiera Pierre-Auguste Renoir – gör de starka rolltolkningar.[källa behövs]
- Audrey Tautou - Amélie Poulain
- Mathieu Kassovitz - Nino Quincampoix
- Rufus - Raphaël Poulain, Amelies far
- Yolande Moreau - Madeleine Wallace
- Arthus de Penguern - Hipolito
- Urbain Cancelier - Collignon
- Jamel Debbouze - Lucien
- Lorella Cravotta - Amandine Poulain
- Serge Merlin - Raymond Dufayel
- Clotilde Mollet - Gina
- Claire Maurier - Suzanne
- Isabelle Nanty - Georgette
- Dominique Pinon - Joseph
- Maurice Bénichou - Dominique Bretodeau
- Michel Robin - M. Collignon
- Andrée Damant - Mme. Collignon
- Claude Perron - Eva, Ninos kollega
- Armelle - Philomène
- Ticky Holgado - Mannen på fotot
- Kevin Fernandes - Bretodeau, som barn
- Flora Guiet - Amelie, 6 år gammal
- Amaury Babault - Nino som barn
- André Dussollier - Berättare

### Musik
Filmens originalmusik är komponerad av Yann Tiersen och Samuel Barber. Soundtracket Amélie släpptes den 23 april 2001 på Virgin Records. Samtliga låtar är skrivna och producerade av Yann Tiersen, förutom utdrag från fransk chanson från mellankrigstiden.

## Mottagande

### Biodistribution
Filmen var en stor framgång, både hos kritikerna och biopubliken. Dessutom fick den ett internationellt mottagande som få andra franska filmer. Åren 2001–2011 toppade den listan över de internationellt mest framgångsrika franska biofilmerna med franskt tal, vilket fram till och med 5 oktober 2012 motsvarat 23 115 858 internationella biobesökare. Till denna siffra ska läggas till de franska biosiffrorna på 9 290 000. Först 2011 knuffades Amélie ner från förstaplatsen av En oväntad vänskap.

### Utmärkelser och nomineringar
Amélie nådde fem Oscar-nomineringar. Vid 2001 års European Film Awards vann den bland annat priset för "Bästa film", och vid Toronto International Film Festival vann den publikpriset. Vid 2002 års franska César-gala vann den pris för bästa film, bästa regi, bästa musik och bästa produktionsdesign. Samma år belönades den med de franska filmkritikernas Méliès-pris för bästa franska film.
Filmen placerade sig tvåa på Empire Magazines lista för "The 100 Best Films of World Cinema" och Paste Magazine rankade den som tvåa på sin lista över 00-talets 50 bästa filmer. American Cinematographer, en facktidskrift utgiven av American Society of Cinematographers, utnämnde 2010, efter en offentlig omröstning, Amélie till filmen med årtiondets bästa foto.